# Isolado primário
Isolado primário é uma cepa de vírus particular de HIV-1 de uma pessoa. Contrapõe-se ao isolado de laboratório que é uma cepa de vírus cultivada em laboratório.
1. ↑  «Boletim de vacinas anti HIV/AIDs»